# Thailändische Badmintonmeisterschaft
Bei den Thailändischen Meisterschaften im Badminton werden seit 1952 jährlich die Titelträger des Landes in dieser Sportart ermittelt. In manchen Jahren waren die Meisterschaften „Open“, d. h., es konnten auch Spieler aus anderen Ländern teilnehmen (so z. B. 1959). Von 1980 bis 1985 gab es zwei Badmintonverbände in Thailand, die Badminton Association of Thailand (BAT) und die Thailand Badminton Federation (TBF). In dieser Zeit gab es auch jeweils zwei nationale Meister pro Jahr und Disziplin. Thailand, traditionell eine Hochburg des Badmintonsports, war durch diesen Split in dieser Zeit international am wenigsten erfolgreich.

## Die Titelträger
| Saison    | Herreneinzel                | Dameneinzel                | Herrendoppel                                      | Damendoppel                                        | Mixed                                             |
| --------- | --------------------------- | -------------------------- | ------------------------------------------------- | -------------------------------------------------- | ------------------------------------------------- |
| 1952      | Pinit Pattabongse           | Pratuang Pattabongse       | Sunthorn Subabandhu Jooi Sakrathai                | Pratuang Pattabongse Ueomchitra Machaiwej          | Chutre Koepresert Lek Pullsuk                     |
| 1953      | Thanoo Khadjadbhye          | Pratuang Pattabongse       | Sunthorn Subabandhu Kamal Sudthivanich            | Supratra Kunakorn Lek Pullsuk                      | Thanoo Khadjadbhye Pratuang Pattabongse           |
| 1954      | Pinit Pattabongse           | Pratuang Pattabongse       | Sunthorn Subabandhu Kamal Sudthivanich            | Pratuang Pattabongse Ramphai Slobol                | Pinit Pattabongse Pratuang Pattabongse            |
| 1955      | Pinit Pattabongse           | Pratuang Pattabongse       | Sunthorn Subabandhu Kamal Sudthivanich            | Pratuang Pattabongse Ramphai Slobol                | Sunthorn Subabandhu Pratuang Pattabongse          |
| 1956      | Thanoo Khadjadbhye          | Pratuang Pattabongse       | Sunthorn Subabandhu Kamal Sudthivanich            | Pratuang Pattabongse Ramphai Slobol                | Raphi Kanchanaraphi Boonrut Kanchanaraphi         |
| 1957      | Thanoo Khadjadbhye          | Pratuang Pattabongse       | Charoen Wattanasin Prida Wongakragul              | nicht ausgetragen                                  | Thanoo Khadjadbhye Pratuang Pattabongse           |
| 1958      | Thanoo Khadjadbhye          | Pratuang Pattabongse       | Charoen Wattanasin Kamal Sudthivanich             | Pratuang Pattabongse Ramphai Slobol                | Thanoo Khadjadbhye Pratuang Pattabongse           |
| 1959      | Erland Kops                 | Heather Ward               | Narong Bhornchima Raphi Kanchanaraphi             | Tan Gaik Bee Cecilia Samuel                        | Raphi Kanchanaraphi Heather Ward                  |
| 1960      | Somsook Boonyasukhanonda    | nicht ausgetragen          | Chavalert Chumkum Chuchart Vatanatham             | nicht ausgetragen                                  | Narong Bhornchima Pankae Phongarn                 |
| 1961      | Channarong Ratanaseangsuang | Prathin Pattabongse        | Chavalert Chumkum Chuchart Vatanatham             | Sumol Chanklum Pankae Phongarn                     | Channarong Ratanaseangsuang Prathin Pattabongse   |
| 1962      | Sangob Rattanusorn          | Pratuang Pattabongse       | Chavalert Chumkum Raphi Kanchanaraphi             | nicht ausgetragen                                  | Chavalert Chumkum Pankae Phongarn                 |
| 1963      | Sangob Rattanusorn          | Pratuang Pattabongse       | Chavalert Chumkum Chuchart Vatanatham             | nicht ausgetragen                                  | nicht ausgetragen                                 |
| 1964      | Somsook Boonyasukhanonda    | Sumol Chanklum             | Chavalert Chumkum Chuchart Vatanatham             | nicht ausgetragen                                  | Thongthot Thonglai Chinda Kangsdan                |
| 1965      | Sangob Rattanusorn          | Boopha Kaenthong           | Chavalert Chumkum Chuchart Vatanatham             | Pratuang Pattabongse Pachara Pattabongse           | Raphi Kanchanaraphi Sumol Chanklum                |
| 1966      | Sangob Rattanusorn          | Sumol Chanklum             | Narong Bhornchima Raphi Kanchanaraphi             | Sumol Chanklum Thongkam Kingmanee                  | Thongthot Thonglai Chinda Kangsdan                |
| 1967      | Sangob Rattanusorn          | Thongkam Kingmanee         | Chavalert Chumkum Sangob Rattanusorn              | Sumol Chanklum Thongkam Kingmanee                  | Chirasak Champakao Sumol Chanklum                 |
| 1968      | Sangob Rattanusorn          | Pachara Pattabongse        | Chavalert Chumkum Sangob Rattanusorn              | Pachara Pattabongse Boopha Kaenthong               | Bandid Jaiyen Pachara Pattabongse                 |
| 1969      | Sangob Rattanusorn          | Thongkam Kingmanee         | Thonchai Pongpoon Singha Siribanterng             | Thongkam Kingmanee Pachara Pattabongse             | Bandid Jaiyen Sumol Chanklum                      |
| 1970      | Sangob Rattanusorn          | Priprem Mahaganok          | Bandid Jaiyen Sangob Rattanusorn                  | Pachara Pattabongse Boopha Kaenthong               | Phonwat Sotprasert Priprem Mahaganok              |
| 1971      | Bandid Jaiyen               | Thongkam Kingmanee         | Bandid Jaiyen Sangob Rattanusorn                  | Thongkam Kingmanee Sumol Chanklum                  | Preecha Sopajaree Sumol Chanklum                  |
| 1972      | Bandid Jaiyen               | Sumol Chanklum             | Bandid Jaiyen Sangob Rattanusorn                  | keine Daten                                        | Phimon Sattabut Puangpen Manusawet                |
| 1973      | Bandid Jaiyen               | Petchroong Liengtrakulngam | Bandid Jaiyen Sangob Rattanusorn                  | Pachara Pattabongse Sumol Chanklum                 | Chirasak Champakao Pachara Pattabongse            |
| 1974      | Bandid Jaiyen               | Thongkam Kingmanee         | Bandid Jaiyen Sangob Rattanusorn                  | Thongkam Kingmanee Pachara Pattabongse             | Bandid Jaiyen Sumol Chanklum                      |
| 1975      | Bandid Jaiyen               | Thongkam Kingmanee         | Bandid Jaiyen Pornchai Sakuntaniyom               | Thongkam Kingmanee Sirisriro Patama                | Pornchai Sakuntaniyom Thongkam Kingmanee          |
| 1976      | Bandid Jaiyen               | Sirisriro Patama           | Surapong Suharitdamrong Jiamsak Panitchaikul      | Thongkam Kingmanee Sirisriro Patama                | Pornchai Sakuntaniyom Sawanpim Saithong           |
| 1977      | Surapong Suharitdamrong     | Sirisriro Patama           | Bandid Jaiyen Preecha Sopajaree                   | Thongkam Kingmanee Sirisriro Patama                | Preecha Sopajaree Porntip Buntanon                |
| 1978      | Udom Luangpetcharaporn      | Thongkam Kingmanee         | Bandid Jaiyen Preecha Sopajaree                   | Thongkam Kingmanee Sirisriro Patama                | Preecha Sopajaree Porntip Buntanon                |
| 1979      | Udom Luangpetcharaporn      | Phanwad Jinasuyanont       | Bandid Jaiyen Preecha Sopajaree                   | Sirisriro Patama Suleeporn Jittariyakul            | Sawei Chanseorasmee Kanitta Mansamuth             |
| 1980 TBF  | Udom Luangpetcharaporn      | Phanwad Jinasuyanont       | Somchai Leea Nantasaksin Visit Chumprasert        | Thongkam Kingmanee Porntip Buntanon                | nicht ausgetragen                                 |
| 1980 BAT  | Sawei Chanseorasmee         | Suleeporn Jittariyakul     | Bandid Jaiyen Preecha Sopajaree                   | Kanitta Mansamuth Nittaya Yangpraphakorn           | Preecha Sopajaree Jutatip Banjongsilp             |
| 1981 TBF  | Surapong Suharitdamrong     | Phanwad Jinasuyanont       | Surapong Suharitdamrong Pinit Boonoon             | Sanguanari Kasayapanand Supee Rotbawarawitaya      | nicht ausgetragen                                 |
| 1981 BAT  | Sarit Pisudchaikul          | Penpan Klangthamniem       | Sarit Pisudchaikul Sawei Chanseorasmee            | Kanitta Mansamuth Amporn Kaitpituk                 | Sawei Chanseorasmee Amporn Kaitpituk              |
| 1982 TBF  | Steve Butler                | Vilailak Chauycham         | Somchai Leea Nansaksiri Wichit Assavanapakas      | Thongkam Kingmanee Sumol Thipawong                 | nicht ausgetragen                                 |
| 1982 BAT  | Sarit Pisudchaikul          | Jutatip Banjongsilp        | Sarit Pisudchaikul Sawei Chanseorasmee            | Kanitta Mansamuth Amporn Kaitpituk                 | Sawei Chanseorasmee Amporn Kaitpituk              |
| 1983 TBF  | Songchai Pandsathitwong     | Ladawan Mulasartsatorn     | Surachai Makkasasithorn Chaiwat Chalermphusitarak | Ladawan Mulasartsatorn Sasithorn Maneeratanaporn   | nicht ausgetragen                                 |
| 1983 BAT  | Sarit Pisudchaikul          | Jutatip Banjongsilp        | Sarit Pisudchaikul Sawei Chanseorasmee            | Kanitta Mansamuth Amporn Kaitpituk                 | Sawei Chanseorasmee Amporn Kaitpituk              |
| 1984 TBF  | Sompol Kukasemkij           | Darunee Lertvoralak        | Surachai Makkasasithorn Chaiwat Chalermphusitarak | Jutatip Banjongsilp Sasithorn Maneeratanaporn      | nicht ausgetragen                                 |
| 1984 BAT  | Sawei Chanseorasmee         | Bangor Maipradit           | Sawei Chanseorasmee Watana Ampansuwan             | Kanitta Mansamuth Amporn Kaitpituk                 | Sawei Chanseorasmee Amporn Kaitpituk              |
| 1985 TBF  | Sompol Kukasemkij           | Ladawan Mulasartsatorn     | Sakchai Thanasriwanijai Kriangsak Traiwekin       | Phanwad Jinasuyanont Sasithorn Maneeratanaporn     | nicht ausgetragen                                 |
| 1985 BAT  | Vacharapan Khamthong        | Bangor Maipradit           | Sarit Pisudchaikul Sawei Chanseorasmee            | Kanitta Mansamuth Amporn Kaitpituk                 | Sawei Chanseorasmee Amporn Kaitpituk              |
| 1986      | Sompol Kukasemkij           | Darunee Lertvoralak        | Sakrapee Thongsari Sawei Chanseorasmee            | Jutatip Banjongsilp Sasithorn Maneeratanaporn      | Sawei Chanseorasmee Amporn Kaitpituk              |
| 1987      | Surachai Makkasasithorn     | Jaroensiri Somhasurthai    | Pramote Teerawiwatana Patanapong Thongsari        | Penpan Klangthamniem\| Amporn Kaitpituk            | nicht ausgetragen                                 |
| 1988      | Sompol Kukasemkij           | Jaroensiri Somhasurthai    | Sakrapee Thongsari Sawei Chanseorasmee            | Jaroensiri Somhasurthai Piyathip Sansaniyakulvilai | nicht ausgetragen                                 |
| 1989      | Sompol Kukasemkij           | Jaroensiri Somhasurthai    | Pramote Teerawiwatana Siripong Siripool           | Jaroensiri Somhasurthai Piyathip Sansaniyakulvilai | Siripong Siripool Ladawan Mulasartsatorn          |
| 1990      | Sompol Kukasemkij           | Jaroensiri Somhasurthai    | Pramote Teerawiwatana Siripong Siripool           | Jaroensiri Somhasurthai Plernta Boonyarit          | Siripong Siripool Ladawan Mulasartsatorn          |
| 1991      | Sompol Kukasemkij           | Jaroensiri Somhasurthai    | Sakrapee Thongsari Pramote Teerawiwatana          | Jaroensiri Somhasurthai Pornsawan Plungwech        | Siripong Siripool Ladawan Mulasartsatorn          |
| 1992      | Vacharapan Khamthong        | Jaroensiri Somhasurthai    | Sakrapee Thongsari Pramote Teerawiwatana          | Ladawan Mulasartsatorn Piyathip Sansaniyakulvilai  | Siripong Siripool Ladawan Mulasartsatorn          |
| 1993      | Sompol Kukasemkij           | Pornsawan Plungwech        | Sakrapee Thongsari Pramote Teerawiwatana          | Dujfan Iangsuwanpatema Ruksita Sookboonmak         | Siripong Siripool Kannika Thanoopran              |
| 1994      | Teeranun Chiangtha          | Jaroensiri Somhasurthai    | Sakrapee Thongsari Pramote Teerawiwatana          | Jaroensiri Somhasurthai Pornsawan Plungwech        | Siripong Siripool Pornsawan Plungwech             |
| 1995      | Apichai Thiraratsakul       | Jaroensiri Somhasurthai    | Sakrapee Thongsari Pramote Teerawiwatana          | Jaroensiri Somhasurthai Pornsawan Plungwech        | Siripong Siripool Pornsawan Plungwech             |
| 1996      | Apichai Thiraratsakul       | Pornsawan Plungwech        | Siripong Siripool Khunakorn Sudhisodhi            | Jaroensiri Somhasurthai Pornsawan Plungwech        | Siripong Siripool Pornsawan Plungwech             |
| 1997      | Apichai Thiraratsakul       | Pornsawan Plungwech        | Pramote Teerawiwatana Siripong Siripool           | Jaroensiri Somhasurthai Pornsawan Plungwech        | Khunakorn Sudhisodhi Jaroensiri Somhasurthai      |
| 1998      | Anupap Thiraratsakul        | Sujitra Ekmongkolpaisarn   | Khunakorn Sudhisodhi Kitipon Kitikul              | Nucharin Teekhatrakul Nucharee Teekhatrakul        | Tesana Panvisavas Saralee Thungthongkam           |
| 1999      | Boonsak Ponsana             | Sujitra Ekmongkolpaisarn   | Pramote Teerawiwatana Tesana Panvisavas           | Sujitra Ekmongkolpaisarn Saralee Thungthongkam     | Khunakorn Sudhisodhi Saralee Thungthongkam        |
| 2000      | Boonsak Ponsana             | Sujitra Ekmongkolpaisarn   | Khunakorn Sudhisodhi Patapol Ngernsrisuk          | Saralee Thungthongkam Sathinee Chankrachangwong    | Khunakorn Sudhisodhi Saralee Thungthongkam        |
| 2001      | Boonsak Ponsana             | Sujitra Ekmongkolpaisarn   | Pramote Teerawiwatana Tesana Panvisavas           | Kunchala Voravichitchaikul Duanganong Aroonkesorn  | Khunakorn Sudhisodhi Saralee Thungthongkam        |
| 2002      | Anupap Thiraratsakul        | Sujitra Ekmongkolpaisarn   | Pramote Teerawiwatana Tesana Panvisavas           | Saralee Thungthongkam Sathinee Chankrachangwong    | Khunakorn Sudhisodhi Saralee Thungthongkam        |
| 2003      | Boonsak Ponsana             | Molthila Meemeak           | Sudket Prapakamol Patapol Ngernsrisuk             | Salakjit Ponsana Saralee Thungthongkam             | Sudket Prapakamol Saralee Thungthongkam           |
| 2004      | Boonsak Ponsana             | Salakjit Ponsana           | Sudket Prapakamol Patapol Ngernsrisuk             | Saralee Thungthongkam Sathinee Chankrachangwong    | Sudket Prapakamol Kunchala Voravichitchaikul      |
| 2005      | Boonsak Ponsana             | Molthila Meemeak           | Nitipong Saengsila Songphon Anugritayawon         | Saralee Thungthongkam Sathinee Chankrachangwong    | Sudket Prapakamol Saralee Thungthongkam           |
| 2006      | Poompat Sapkulchananart     | Salakjit Ponsana           | Sudket Prapakamol Patapol Ngernsrisuk             | Saralee Thungthongkam Sathinee Chankrachangwong    | Sudket Prapakamol Saralee Thungthongkam           |
| 2007      | Boonsak Ponsana             | Salakjit Ponsana           | Sudket Prapakamol Patapol Ngernsrisuk             | Duanganong Aroonkesorn Kunchala Voravichitchaikul  | Sudket Prapakamol Saralee Thungthongkam           |
| 2008      | Boonsak Ponsana             | Soratja Chansrisukot       | Tesana Panvisavas Songphon Anugritayawon          | Duanganong Aroonkesorn Kunchala Voravichitchaikul  | Sudket Prapakamol Saralee Thungthongkam           |
| 2009      | Boonsak Ponsana             | Ratchanok Intanon          | Bodin Isara Maneepong Jongjit                     | Sapsiree Taerattanachai Rodjana Chuthabunditkul    | Maneepong Jongjit Rodjana Chuthabunditkul         |
| 2010      | Boonsak Ponsana             | Salakjit Ponsana           | Patipat Chalardchaleam Thitipong Lapho            | Duanganong Aroonkesorn Kunchala Voravichitchaikul  | Sudket Prapakamol Saralee Thungthongkam           |
| 2011      | Suppanyu Avihingsanon       | Salakjit Ponsana           | Bodin Isara Maneepong Jongjit                     | Duanganong Aroonkesorn Kunchala Voravichitchaikul  | Songphon Anugritayawon Kunchala Voravichitchaikul |
| 2012      | Pisit Poodchalat            | Ratchanok Intanon          | Bodin Isara Maneepong Jongjit                     | Lam Narissapat Saralee Thungthongkam               | Patipat Chalardchaleam Savitree Amitrapai         |
| 2013      | Boonsak Ponsana             | Busanan Ongbumrungpan      | Suppanyu Avihingsanon Nipitphon Puangpuapech      | Duanganong Aroonkesorn Kunchala Voravichitchaikul  | Nipitphon Puangpuapech Sapsiree Taerattanachai    |
| 2014      | Boonsak Ponsana             | Porntip Buranaprasertsuk   | Maneepong Jongjit Nipitphon Puangpuapech          | Duanganong Aroonkesorn Kunchala Voravichitchaikul  | Maneepong Jongjit Sapsiree Taerattanachai         |
| 2015      | Boonsak Ponsana             | Busanan Ongbumrungpan      | Dechapol Puavaranukroh Kittinupong Kedren         | Jongkolphan Kititharakul Rawinda Prajongjai        | Bodin Isara Savitree Amitrapai                    |
| 2016      | Tanongsak Saensomboonsuk    | Pornpawee Chochuwong       | Dechapol Puavaranukroh Kittinupong Kedren         | Puttita Supajirakul Sapsiree Taerattanachai        | Dechapol Puavaranukroh Sapsiree Taerattanachai    |
| 2017      | Kantaphon Wangcharoen       | Pornpawee Chochuwong       | Bodin Isara Nipitphon Puangpuapech                | Puttita Supajirakul Sapsiree Taerattanachai        | Dechapol Puavaranukroh Sapsiree Taerattanachai    |
| 2018      | Sitthikom Thammasin         | Pornpawee Chochuwong       | Kittinupong Kedren Dechapol Puavaranukroh         | Jongkolphan Kititharakul Rawinda Prajongjai        | Nipitphon Puangpuapech Savitree Amitrapai         |
| 2019      | Sitthikom Thammasin         | Busanan Ongbumrungpan      | Tanupat Viriyangkura Nipitphon Puangpuapech       | Puttita Supajirakul Sapsiree Taerattanachai        | Dechapol Puavaranukroh Sapsiree Taerattanachai    |
| 2020 2021 | nicht ausgetragen           | nicht ausgetragen          | nicht ausgetragen                                 | nicht ausgetragen                                  | nicht ausgetragen                                 |
| 2022      | Sitthikom Thammasin         | Supanida Katethong         | Paranyu Khaosamang Woraphon Thongsanga            | Jongkolphan Kititharakul Rawinda Prajongjai        | Pakkapon Teeraratsakul Phataimas Muenwong         |
| 2023      | Panitchaphon Teeraratsakul  | Lalinrat Chaiwan           | Pakkapon Teeraratsakul Peeratchai Sukphun         | Jongkolphan Kititharakul Rawinda Prajongjai        | Ruttanapak Oupthong Jhenicha Sudjaipraparat       |
| 2024      | Wongsup Wongsup-In          | Pornpicha Choeikeewong     | Woraphon Thongsanga Chaloempon Charoenkitamorn    | Nuntakarn Aimsaard Benyapa Aimsaard                | Ratchapol Makkasasithorn Nattamon Laisuan         |

Anmerkungen
1. ↑  Diese Quelle geht von Meisterschaften seit 1948 aus, während auf der Homepage des thailändischen Verbandes erst ab 1952 gelistet wird.
2. ↑  Bei allen unverlinkten (schwarzen) Namen handelt es sich um eine wahrscheinliche Übersetzung, Übersetzung jedoch bisher nicht belegt
3. ↑  1980 bis 1985 gab es zwei unterschiedliche Meisterschaften, eine nach Version des Verbandes TBF, eine nach Version des Verbandes BAT